# VV Bruheze
VV Bruheze is een Nederlandse amateurvoetbalclub uit Helmond in Noord-Brabant, opgericht in 1960. Het eerste elftal komt uit in de Tweede klasse zondag (2024/25).
De naam van de vereniging verwijst naar de voormalige buurtschap Bruheze. De club speelt op Sportpark Espendonk in de Helmondse wijk Brouwhuis, dat ook vernoemd is naar Bruheze.

## Geschiedenis

### Oprichting
In de tweede helft van de jaren vijftig werd er voor het eerst gesproken over de oprichting van een eigen voetbalclub in Brouwhuis. Mede op initiatief van pastoor Geboers werden in januari 1959 de eerste vergaderingen belegd. De belangstelling was groot. Er werd een comité gevormd en er gaven zich 23 senioren en 30 junioren op. De gemeente Bakel, waar Brouwhuis toen nog onder viel, stelde een terrein ter beschikking aan de Trambaan (het bijveldje, “de Kuip”, en een deel van de accommodatie van T.V. ‘t Trambaantje).
Op 27 april 1960 werd de vereniging definitief opgericht. Gekozen werd voor de naam “Bruheze”, een naam die voortkomt uit het vroegere “Ten Brouheze”, de naam van een landgoed dat hier in de middeleeuwen was gelegen. Als clubkleuren werd gekozen voor Blauw - Wit, het tenue zou gaan bestaan uit: witte broek, blauw shirt en blauwe kousen.
Het door de gemeente beschikbaar gestelde veld werd door de leden zelf omgevormd tot een sportveld. Op 28 augustus 1960 werd het officieel geopend met de wedstrijd Bruheze - SPV Vlierden. In dat jaar werd gestart met deelname aan de competitie met 2 junioren- en 2 seniorenteams. Op 19 februari 1962 werd het door de leden zelf gebouwde kleedlokaal in gebruik genomen.
In 1968 werd het kerkdorp Brouwhuis bij de gemeente Helmond gevoegd.

### Ontwikkeling
De accommodatie is in loop der jaren sterk verbeterd. In 1978 kreeg de club een nieuwe kleedaccommodatie, die in 1987 verder is uitgebreid. In 1987 is door de eigen leden ook de kantine gebouwd, die in 1990 verder is uitgebreid. Tevens kreeg de club de beschikking over een bestuurskamer. In 1989 is het gehele sportpark vernieuwd en sinds die tijd beschikte de club over 3 velden. 
Als gevolg van de grote toename van het aantal leden, bij de jeugd, begon Bruheze uit zijn jasje te groeien. Dit betekende dat er al een tekort aan kleedlokalen was en dat op termijn een vierde veld ook wenselijk was. Vanaf het seizoen 2010-2011 maakt de club gebruik van het nieuwe sportpark “Espendonk” welke geheel aan de wensen voldoet.

### Sportieve prestaties
Sportief gezien heeft de vereniging de nodige ups en downs gekend. In het seizoen 1962-1963 heeft het 1e elftal de promotie gehaald naar de 1e klasse van de afdeling Noord-Brabant. In het seizoen 1993-1994 werd het vaandelteam kampioen in de klasse 303. Sinds die tijd kwam het eerste elftal uit in de klasse 204. Het vaandelteam kwam na de nieuwe indeling van district Zuid I (m.i.v. het seizoen 1996-1997) uit in de zesde klasse K. Aan het einde van dat seizoen volgde promotie naar de vijfde Klasse. In het seizoen 1997- 1998 heeft het team zich weten te handhaven in de vijfde klasse. De vierde klasse werd behaald door het winnen van de nacompetitie in het seizoen 1998- 1999. Door de herindeling van de districten moesten er veel teams, waaronder ook Bruheze, degraderen naar de vijfde klasse.
In het nieuwe district Zuid II keerde de club in het seizoen 2001-2002 door het behalen van het kampioenschap weer snel terug in de vierde klasse, in het seizoen 2005-2006 degradeerde het eerste elftal weer naar de vijfde klasse. In seizoen 2008-2009 is door het behalen van het kampioenschap promotie afgedwongen naar de vierde klasse. Op 19 juni 2022, in het weekend dat de club het zestig jarige bestaan vierde, promoveerde Bruheze naar de derde klasse door een 3-1 overwinning op SPV Vlierden.

## Heden
Het aantal actieve en rustende leden van de vereniging is de 800 ruim gepasseerd. De club is inmiddels meer dan tien jaar actief op het sportpark ''Espendonk'', waar het vaandelteam tot 2022 al zijn wedstrijden in de vierde klasse heeft afgewerkt. Dat jaar is promotie afgedwongen en de club is sindsdien actief in de 3e klasse. De club heeft een grote jeugdafdeling met teams uit alle leeftijdscategorieën. Daarnaast is met name in de laatste jaren ook het aantal vrouwelijke leden sterk toegenomen en zijn er inmiddels meerdere meiden- en vrouwenelftallen actief in allerlei competities.

## Sportpark Espendonk
In het seizoen 2010-2011 betrok Bruheze het nieuwe Sportpark Espendonk. 
Dit sportpark, gelegen tussen de oude dorpskern en de Zuid-Willemsvaart, kent vier voetbalvelden. Het tweede veld, direct achter de kantine, is een kunstgrasveld. De club beschikt over tien kleedlokalen, allen gelegen onder de kantine.

## Clubkleding en voorschriften
De kleuren van het tenue van de vereniging zijn:
| • |  | een blauw shirt                                |
| • |  | een witte broek                                |
| • |  | blauwe kousen met aan de boord 3 witte strepen |

## Competitieresultaten 1997–2023
| 2 6K |

|  |

| 2 5H |

| 8 4H |

| 10 4I |

| 1 5E |

| 9 4E |

| 6 4E |

| 7 4F |

| 10 4F |

| 4 5E |

| 2 5E |

| 1 5E |

| 3 4F |

| 6 4E |

| 10 4E |

| 2 4E |

| 8 4E |

| 6 4F |

| 10 4F |

| 4 4G |

| 10 4F |

| 7 4F |

| -- 4E |

| -- 4F |

| 2 4F |

| 2 3D |

| Derde klasse | Vierde klasse | Vijfde klasse | Zesde klasse |

In elke staaf van de grafiek staat van boven naar beneden vermeld: 
- Eindnotering

Dit is de positie die de club heeft bereikt in de competitie, zonder eventuele beslissings-, play-off- of nacompetitiewedstrijden die nodig zijn geweest om bijvoorbeeld de kampioen van de competitie te bepalen.
Indien een * achter het getal staat is de notering een tussenstand en kan het zijn dat de notering niet overeenkomt met de uiteindelijke eindstand van de competitie.
Staat er een - dan is het seizoen nog bezig en is er geen definitieve uitslag bekend.
Staat er xx op de positie van de notering, dan heeft de club vroegtijdig de competitie verlaten. Dit kan onder andere komen door terugtrekking van het team, faillissement van de club of door een uitgedeelde straf van de KNVB. In veel gevallen staat elders in het artikel de reden vermeld.
Staat er een ? dan is het resultaat uit het verleden onbekend, en is alleen de competitie of het niveau bekend van dat seizoen.
In de seizoenen 2019/20 en 2020/21 werd wegens de coronacrisis het amateurvoetbal afgebroken. Daardoor kennen deze staven geen eindklassering (middels -- weergegeven).
- Competitieniveau en afdelingsletter of Officiële eindstand Eredivisie
  - Competitieniveau en afdelingsletter

Hierbij geeft het getal het niveau weer, dat ook terug te vinden is in de legenda. De letter is de afdelingsaanduiding en wordt gebruikt wanneer er meer afdelingen zijn op hetzelfde niveau. De afdelingsletter is altijd een hoofdletter en wordt meestal zonder nummer gebruikt.
Voorbeeld: 2F is niveau 2e klasse competitie F.
Het competitieniveau en nummer wordt niet vermeld wanneer er slechts één competitie van dit niveau was.
  - Officiële eindstand Eredivisie (getal staat tussen haakjes vermeld)

Sinds de introductie van play-offwedstrijden voor Europees voetbal na afloop van de reguliere competitie in 2005/06, is de KNVB verplicht een eindstand van de Eredivisie door te geven aan de UEFA aan de hand van deze play-offwedstrijden.
Bij deze eindstand staan clubs die zich hebben gekwalificeerd voor Europees voetbal hoger dan clubs die zich niet wisten te kwalificeren. Indien er geen verschil was tussen de eindnotering en de officiële eindstand, staat dit getal niet vermeld.

- Onderafdeling

Hier staat afgekort de naam van de onderafdeling indien de club in dat jaar in een onderafdeling uitkwam. Tevens staat deze afkorting in de legenda en wordt gelinkt naar het artikel over deze onderafdeling. Deze afkorting wordt alleen vermeld wanneer de club in het verleden in verschillende onderafdelingen heeft gespeeld. Deze vermelding is in de staaf altijd in kleine letters. Deze onderafdelingen zijn na het seizoen 1995/96 afgeschaft. Heeft de club in slechts één onderafdeling gespeeld, dan is dit alleen terug te vinden in de legenda.
Onder de staaf staat het jaartal vermeld waarin het seizoen is afgesloten. 15 verwijst naar het seizoen 2014/15 of eventueel het seizoen 1914/15.
Wanneer een staaf leeg is, zijn deze gegevens niet bekend. Het kan ook zijn dat de club dat seizoen niet heeft meegespeeld op het hogere amateurniveau, vroegtijdig de competitie heeft verlaten of uit de competitie is gezet.

In het seizoen 1944/45 was er wegens de Tweede Wereldoorlog geen regulier competitievoetbal.